# Pär Lagerkvist-priset

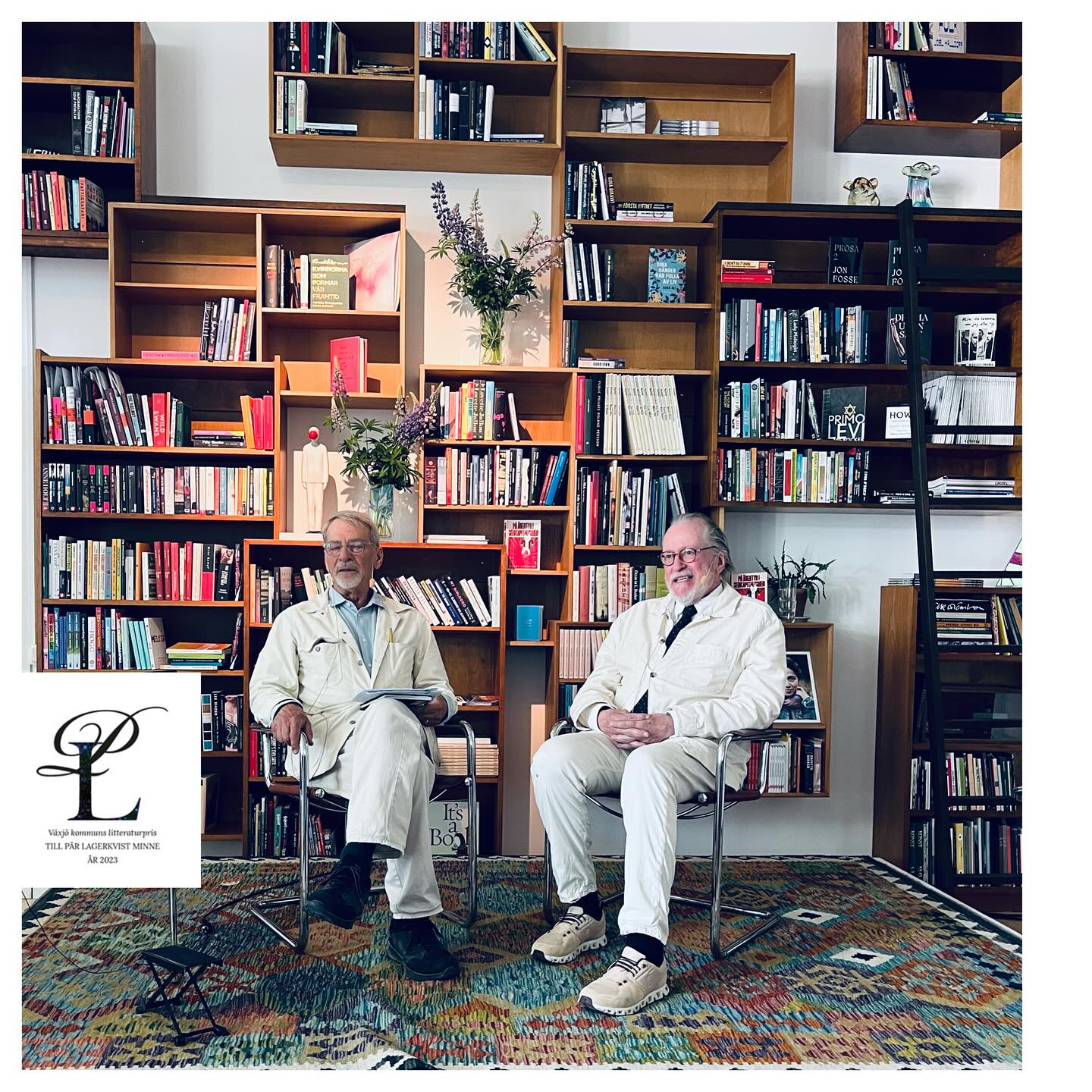
Juryns förre ordförande, Jonas Modig, i samtal med 2023 års pristagare Niklas Rådström.

Litteraturpriset till Pär Lagerkvists minne, Pär Lagerkvist-priset, är ett litterärt pris på 100 000 kronor som vartannat år delas ut av Växjö kommun. Priset instiftades i februari 2011 och utdelades första gången i november 2011 då det var 60 år sedan Pär Lagerkvist fick Nobelpriset i litteratur. Syftet med priset är att belöna ett framstående författarskap i Pär Lagerkvists anda.
Juryn består av Ulrika Milles (ordförande), Hedvig Lagerkvist, Elisabeth Hjorth, Margareta Krig och Stefan Lindberg.

## Pristagare
- 2011 – Kristian Lundberg
- 2013 – Eva Ström
- 2015 – Lars Andersson
- 2017 – Lars Norén[2]
- 2019 – Jila Mossaed
- 2021 – Jonas Gardell
- 2023 – Niklas Rådström[3]

### Fotnoter
1. 1 2  ”Pär Lagerkvistpriset”. Växjö kommun. Arkiverad från originalet den 18 april 2013. https://archive.is/20130418173553/http://vaxjo.se/Uppleva--Gora/Foreningliv/Stipendier-och-priser/Par-Lagerkvistpriset/. Läst 1 juni 2012.
2. ↑  "Lars Norén prisas till Pär Lagerkvists minne" Sveriges Television 25 oktober 2017
3. ↑  ”Niklas Rådström tilldelas Växjö kommuns litteraturpris till Pär Lagerkvist minne 2023”. www.vaxjo.se. https://www.vaxjo.se/sidor/se-och-gora/nyheter---se-och-gora/arkiv/2023-09-13-niklas-radstrom-tilldelas-vaxjo-kommuns-litteraturpris-till-par-lagerkvist-minne-2023.html. Läst 16 november 2023.